# 성인 문해교육 프로젝트 - 공부하기 좋은 날
《성인 문해교육 프로젝트 - 공부하기 좋은 날》은 EBS 2TV에서 목요일 ~ 금요일 저녁 7시에 방송한 교양 프로그램이다.

## MC
- 변기수
- 김성일
- 김지선
- 이원석